# Adagum (miejscowość)
Adagum (ros. Адагум) – chutor w Rosji, w Kraju Krasnodarskim, w rejonie krymskim. W 2021 liczył 2874 mieszkańców.